# Cassel
Cassel je obec v departementu Nord v severní Francii. Stojíc na význačném návrší přehlížejícím francouzské Flandry existuje městečko již od časů starých Římanů. Římany bylo vystavěno do podoby důležitého městského střediska a stalo se ohniskem sítě cest, které se spojují na vrchu a používají se dodnes. Po pádu říše římské se Cassel stal významným opevněným tvrzištěm ovládaným panovníky Flander a opakovaně se o něj bojovalo do té doby, než bylo konečně anektováno Francií v 17. století. Bylo sídlem hlavního štábu maršála Ferdinanda Foche během části první světové války. V roce 1940, během německého vpádu do Francie, se Cassel stal místem, kde se odehrála tuhá třídenní bitva mezi britskými a německými silami, jejímž výsledkem bylo zničení velké části městečka.